# David Peach
David Sidney Peach (* 21. Januar 1951 in Bedford) ist ein ehemaliger englischer Fußballspieler.

## Spielerkarriere
Peach wurde 1969 vom damaligen Drittligisten FC Gillingham als Profi verpflichtet und spielte dort bis 1974. 1972 stieg er mit Gillingham in die vierthöchste Spielklasse ab. Er absolvierte 187 Pflichtspiele, in denen er 30 Tore schoss.
1974 wurde er vom Zweitligisten FC Southampton verpflichtet, bei dem er sich als Außenverteidiger einen Stammplatz sichern konnte. Zudem war er regelmäßiger Elfmeterschütze. Sein bekanntester Strafstoß war im Halbfinale des FA Cup am 3. April 1976 gegen Crystal Palace, der Southampton den Einzug in das Finale gegen Manchester United sicherte. Im Finale konnte sich Southampton unerwartet als Zweitligist gegen den Dritten der First Division mit 1:0 durchsetzen.
Im März 1980 wechselte er zum Drittligisten Swindon Town, bei dem er sich jedoch nie etablieren konnte. Aufgrund des Niedergangs des Swindon Town Football Club wurde er an den Zweitligisten Leyton Orient verkauft, bei dem er eine Saison später seine Karriere beendete.

## Titel und Erfolge
- FA-Cup-Sieger: 1976 (1:0 gegen Manchester United)
- Ligapokalfinalist: 1979 (2:3 gegen Nottingham Forest)